# 玉桂嶺
玉桂嶺，是臺灣新北市石碇區的一個地名，位於該區東北部。相較於今日行政區，其範圍大致為豐田里不含西南部。

## 歷史
台灣清治末期，玉桂嶺地區為一街庄，稱為「玉桂嶺庄」，隸屬於文山堡。該庄西北與大溪墘庄為鄰，東北與石底庄為鄰，東南邊為大舌湖庄、大粗坑庄，西南邊為崩山庄、員潭仔坑庄。
1901年（日治明治三十四年）11月，該庄隸屬於深坑廳，編入第九區。1903年（明治三十六年）4月，第十區的部分街庄與第九區的玉桂嶺庄合併為「石碇區」。1920年（大正九年），該庄改制為「玉桂嶺」大字，隸屬於臺北州文山郡石碇庄，大字下有「玉桂嶺」、「西勢坑」、「南勢坑」、「九芎坑」、「峯頭」小字名。
戰後石碇庄改制為石碇鄉，隸屬於臺北縣，大字亦改制為村。2010年（民國99年）12月，臺北縣升格為新北市，石碇鄉改制為石碇區，村改制為里。

## 學校
- 華梵大學（小部分）